# Coracero

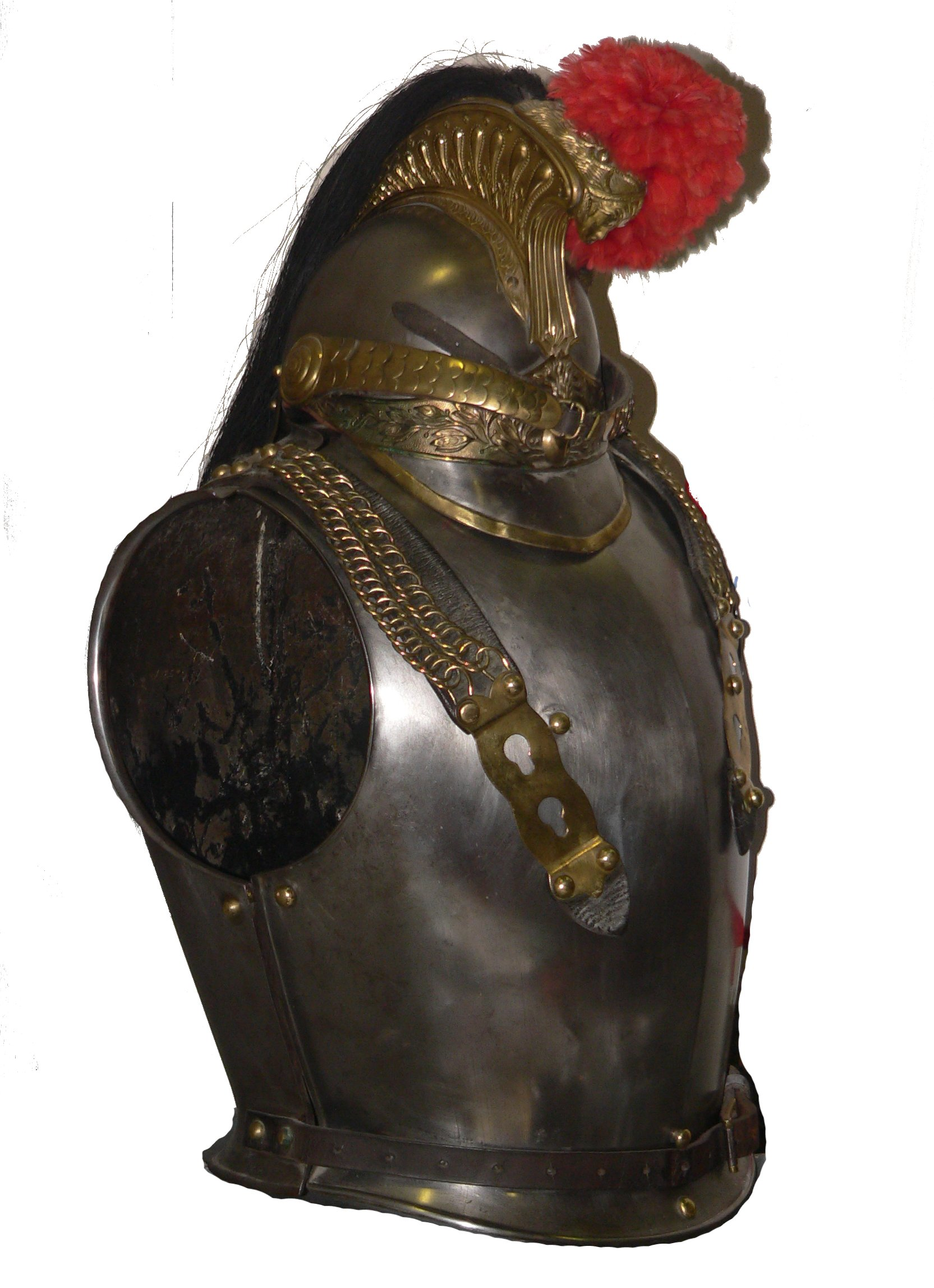
Coraza y casco de caballería francesa, 1854.

Los coraceros eran jinetes de melé armados con sable y protegidos por corazas y casco de hierro que formaban un cuerpo de caballería pesada aparecida en Europa en el último tercio del siglo XVI. Los primeros coraceros fueron sucesores de los caballeros medievales, de los que no se distinguían mucho, ya que también llevaban armadura completa. Se diferenciaban solo por el uso de pistolas y botas de montar. Gradualmente los coraceros disminuyeron la cantidad de piezas de la armadura para mantener solo la coraza y los cascos de hierro. Particularmente famosos fueron los regimientos de coraceros franceses (cuirassiers, en francés) usados durante las guerras napoleónicas en casi todos los teatros de guerra.

## Historia

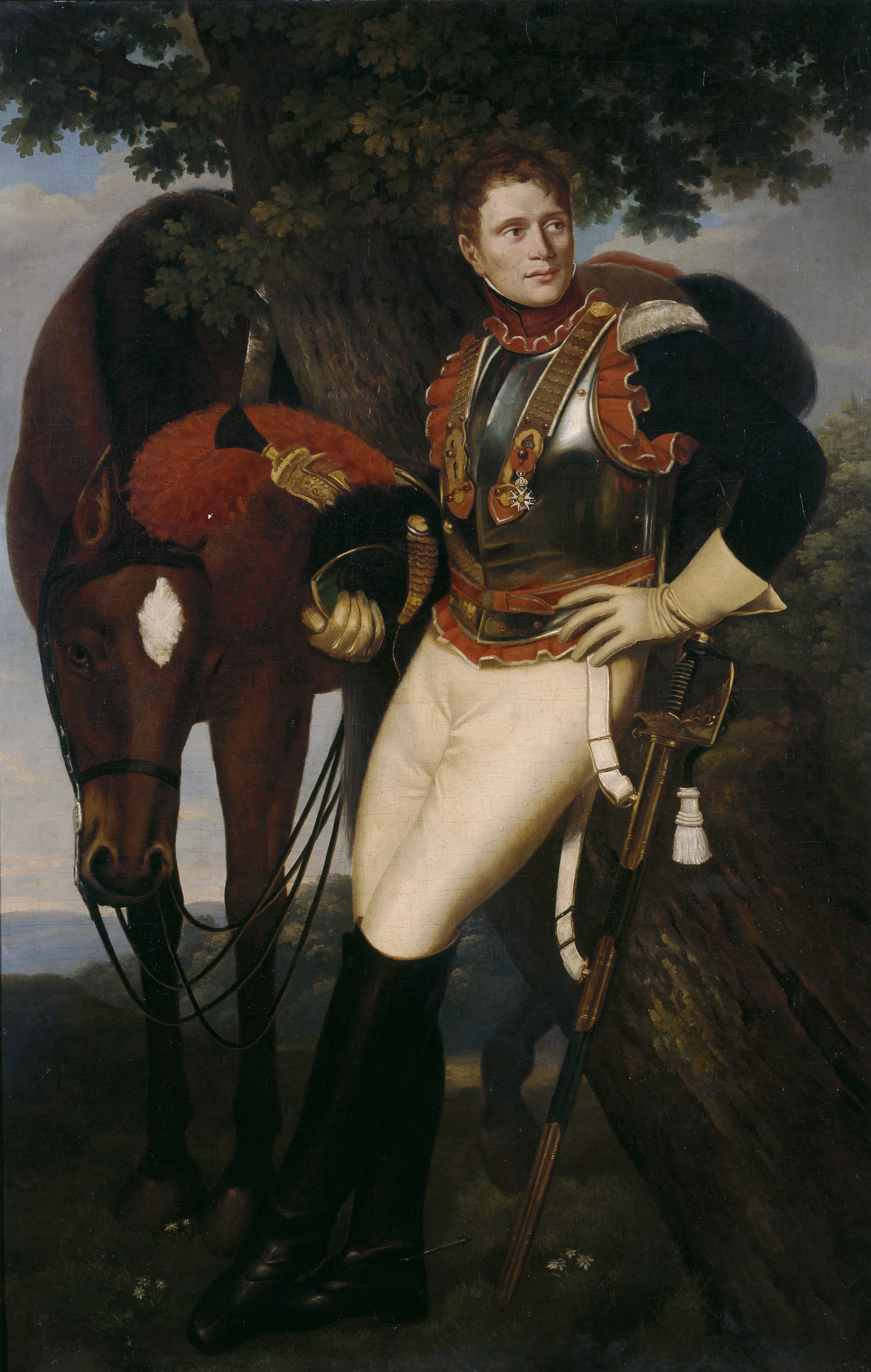
Coracero francés, pintura de José de Madrazo (hacia 1813).

En la antigüedad, los romanos no usaron caballería en abundancia. Fueron los carolingios la nación que popularizó la caballería pesada con armadura. Después de Carlomagno, la gran mayoría de los caballeros de Europa comenzó a usar armaduras de manera habitual.
Durante los primeros años de la Edad Moderna, durante el reinado de Francisco I, los franceses equiparon a sus reputados caballeros (que ya habían desempeñado un importante papel en la guerra de los Cien Años) con armaduras pesadas para evitar las picas y espadazos, y así fue como surgieron los gendarmes franceses. Estos caballeros participaron en las guerras de Italia y fueron usados (con poco éxito, por otra parte) en la batalla de Pavía, en 1525.
Durante los siglos XVI y XVII, los coraceros y gendarmes siguieron batallando en los campos de las guerras de Flandes, la guerra de los Treinta Años y en las campañas de los suecos.
Durante los últimos años del siglo XVIII, la coraza fue dejando de ser usada en los ejércitos de caballería europeos, llegando casi a desaparecer. Napoleón Bonaparte reintrodujo la coraza en la caballería, creando de nuevo jinetes coraceros, o cuirassiers en francés. Durante las guerras napoleónicas, los regimientos de coraceros estuvieron presentes en la batalla de Austerlitz (1805), en la invasión de Prusia y la batalla de Friedland (1807), en España (1808), en la invasión de Rusia en 1812 y finalmente en la batalla de Waterloo (1815), donde cargaron sin éxito contra las formaciones de cuadro británicas.
Sin embargo, este tipo de cuerpos se mantuvieron activos en México con los Coraceros de Tulancingo, en servicio durante la guerra contra los Estados Unidos (1845-1848) y la intervención francesa (1862-1867). Finalizada esta última, fueron retirados del servicio.

### Guerra franco-prusiana (1870-71)

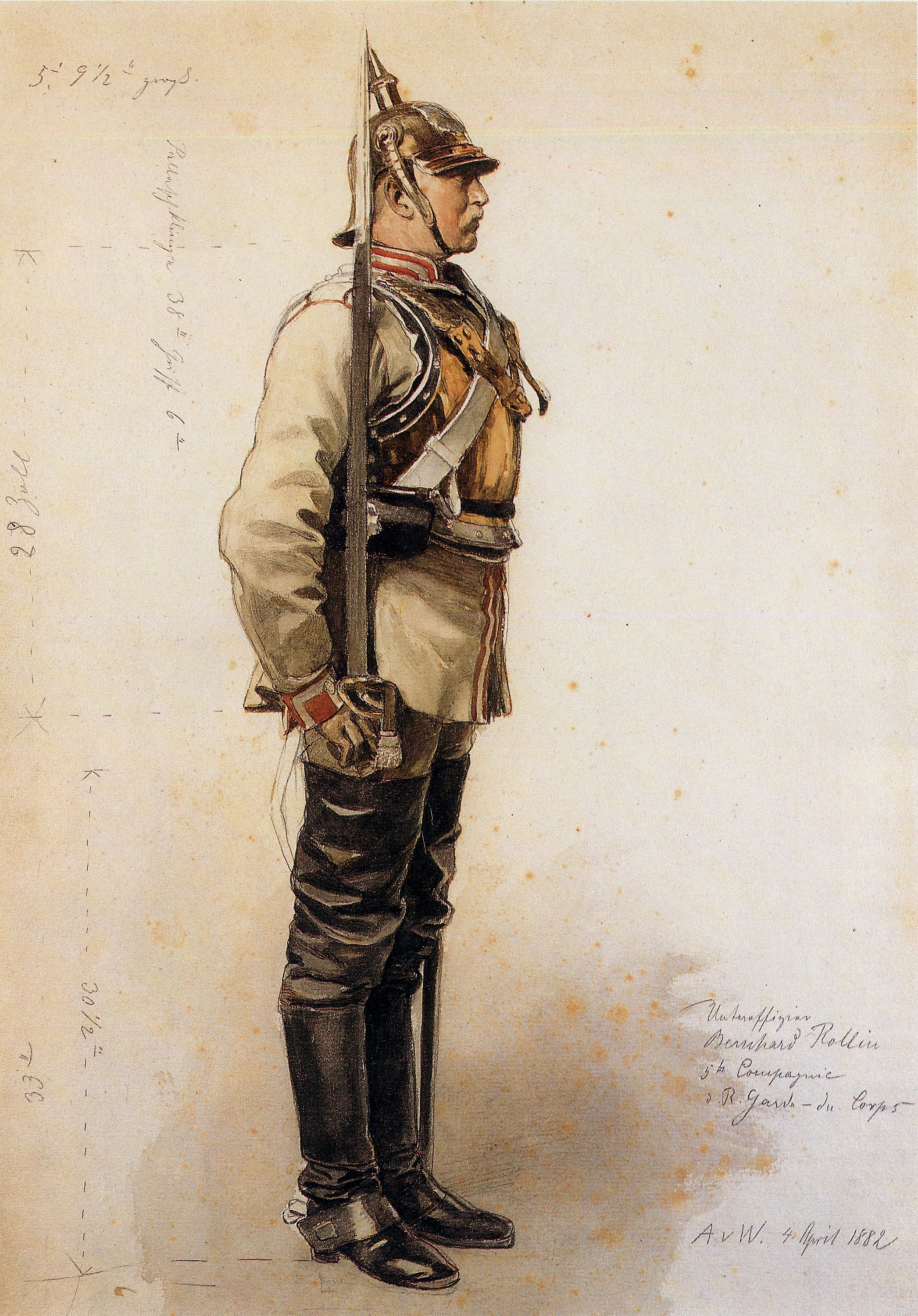
Coracero de la Gardes du Corps de Prusia, con su característico Pickelhaube, durante la guerra franco-prusiana. Acuarela de Anton von Werner (1882).

La Guerra franco-prusiana de 1870-71 fue la última ocasión en la cual grandes números de coraceros entrarían en batalla. Aunque no habían entrado en combate desde la batalla de Waterloo, los cuirassiers de Francia consistían de 11 regimientos. Una brigada compuesta por el 6 y 9 Regimiento había participada en la guerra de Crimea, pero sin entrar en combate. Por su parte, el Ejército de Prusia contaba con 10 regimientos de coraceros.

### sigloXX

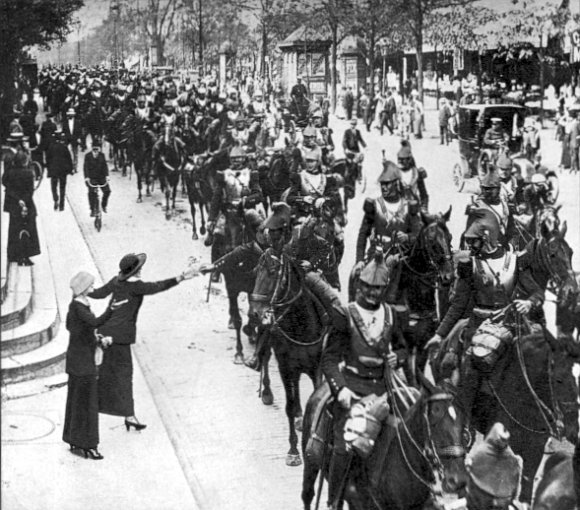
Cuirassiers franceses en París, 2 de agosto de 1914, camino al frente.

En 1914, al comenzar la Primera Guerra Mundial, el ejército de Alemania mantenía aún sus 10 regimientos de coraceros, incluyendo los Gardes du Corps y el Garde-Kürassier-Regiment. Francia contaba con 12 regimientos y Rusia, con cuatro regimientos de la Guardia Lieib, la Guardia imperial. Aunque los coraceros alemanes y rusos solo usaban las corazas como pieza ceremonial, los regimientos franceses las seguían utilizando en el campo de batalla en los primeros meses de la Primera Guerra Mundial, aunque cubiertos con tela marrón o azul para reducir la visibilidad del metal. El peto no sería retirado formalmente hasta octubre de 1915.
Los coraceros alemanes y rusos desaparecieron con la disolución de sus ejércitos imperiales en 1917-18. Los cuirassiers franceses fueron reducidos a los seis regimientos más condecorados durante la guerra, aunque cinco de esos regimientos habían luchado como "cuirassiers à pied" (caballería desmontada) en las trincheras. Estos regimientos serían entre los primeros en ser motorizados en la década de 1930. 

#### Cometido ceremonial de los actos y desfiles militares

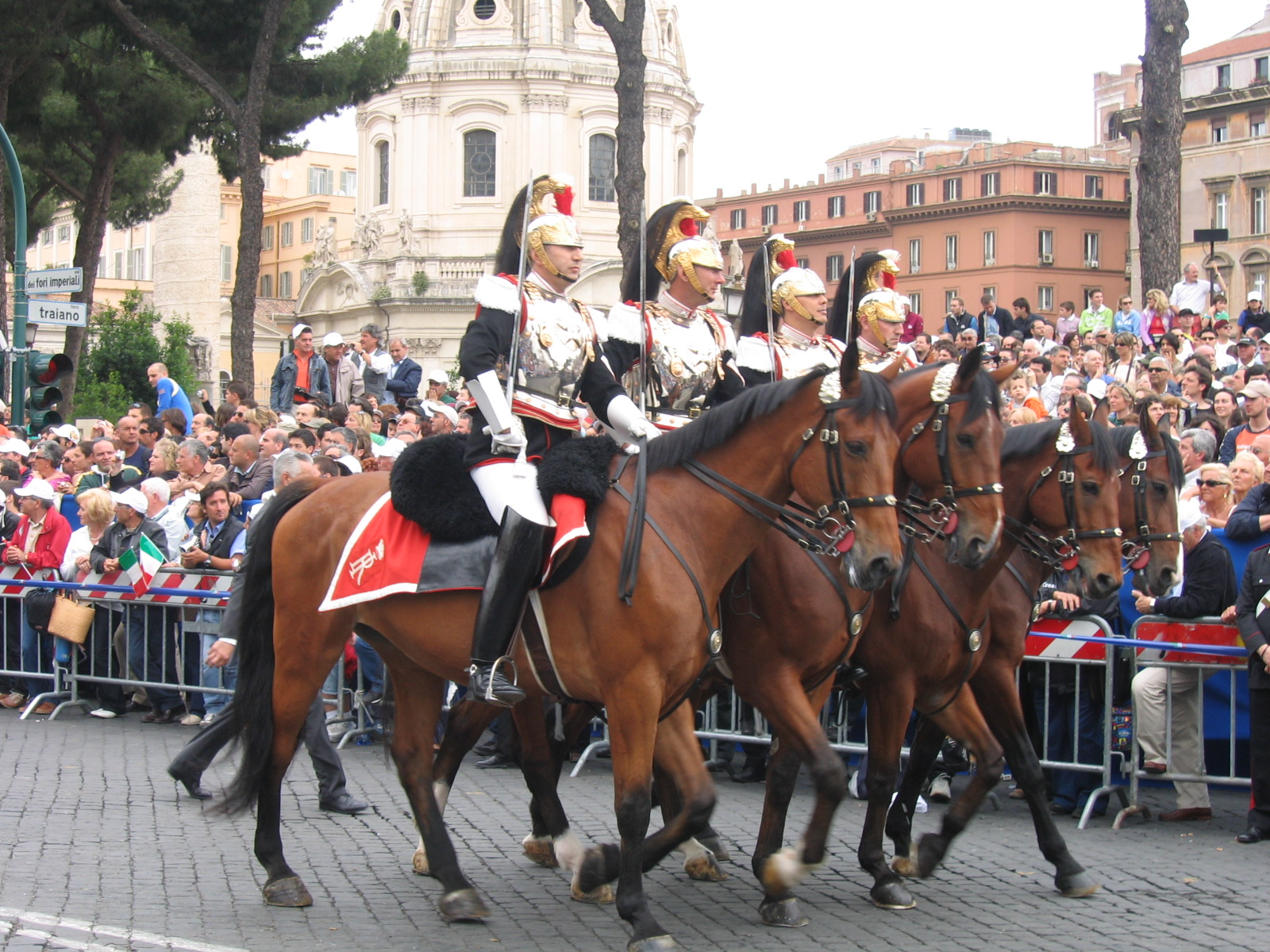
Miembros de los corazzieri de Italia desfilando en un acto público (2006).

- Francia cuenta todavía con un regimiento de cuirassiers, el 12e Régiment de Cuirassiers
- Aunque integrado en la Carabinieri, Italia mantiene el Reggimento Corazzieri como guardia de honor del presidente de la República Italiana
- España mantiene el Escuadrón de Escolta Real dentro de su Guardia Real
- Aunque los regimientos de la Household Cavalry británica llevan corazas, nunca fueron designados como cuirassiers, sino Lifeguards and Horse Guards.

## Estrategias
Durante la Edad Media, la caballería de coraceros era un arma casi insuperable, capaz de cargar de frente contra casi cualquier infantería. En el siglo XIV los caballeros franceses hallaron un fuerte rival en los arqueros de tiro largo ingleses, que lograban derribarlos cuando aún estaban al trote. Otro obstáculo para la superioridad hasta entonces indiscutible fueron las picas largas que desarrollaron los suizos y escoceses. A partir de entonces hubo una necesidad de encontrar los flancos y la retaguardia del contrincante, antes de que formara en cuadro.
Durante el final del siglo XVIII y el inicio del XIX, los coraceros cargaban contra las filas de infantería enemiga, provocando la ruptura de las filas de fusiles y el combate cuerpo a cuerpo. Las corazas de los coraceros resistían fácilmente los impactos de las bayonetas y espadas de los enemigos.